# Chaparral (kommun)
Chaparral är en kommun i Colombia.   Den ligger i departementet Tolima, i den centrala delen av landet, 190 km sydväst om huvudstaden Bogotá. Antalet invånare är 46 712. Arean är 2 124 kvadratkilometer.
Terrängen i Chaparral är huvudsakligen bergig, men österut är den kuperad.